# Assemblea Nacional d'Hongria
L'Assemblea Nacional (en hongarès: Országgyűlés), antigament denominada Dieta és l'òrgan col·legiat unicameral que exerceix el poder legislatiu d'Hongria, està integrada per 199 membres electes (entre 1990 i 2014 van ser 386) per un període de 4 anys. La prefectura de Govern és responsabilitat d'aquest òrgan, László Kövér és l'actual president de l'Assemblea Nacional.
Inclou 25 comissions permanents per debatre i informar sobre els projectes de llei presentats i per supervisar les activitats dels ministres. El Tribunal Constitucional d'Hongria té el dret d'impugnar la legislació per motius de constitucionalitat.
L'assemblea es reuneix a l'edifici del Parlament hongarès a Budapest des de 1902.

## Atribucions
- Vot per a l'acceptació del programa de govern.
- Elecció del president de la República, primer ministre, president de la Cort Suprema, membres de la Cort Constitucional, parlamentaris per al Ombudsmen o defensoria del poble, entre d'altres.
- Concloure els tractats internacionals d'importància.
- Decidir sobre la declaració de guerra o de pau.
- Declaració de l'estat d'emergència o crisi.
- Cridar a referèndum nacional.
- Decidir sobre la continuació de la legislació.
- Control sobre el govern.

## Composició actual
| Grups parlamentaris en l'Assemblea Nacional des de 2022 |                       |        |                                                                                                |        |
| Coalició                                                | Líder                 | Escons | Partit                                                                                         | Escons |
| Fidesz-KDNP                                             | Viktor Orban          | 135    | Fidesz-Unió Cívica Hongaresa Fidesz - Magyar Polgári Szövetség                                 | 116    |
| Fidesz-KDNP                                             | Viktor Orban          | 135    | Partit Popular Democristià Kereszténydemokrata Néppárt, KDNP                                   | 19     |
| Units per Hongria Egységben                             | Péter Márki-Zay       | 49     | Coalició Democràtica Demokratikus Koalíció, DK                                                 | 15     |
| Units per Hongria Egységben                             | Péter Márki-Zay       | 49     | Moviment Momentum Momentum Mozgalom (Momentum)                                                 | 10     |
| Units per Hongria Egységben                             | Péter Márki-Zay       | 49     | Partit Socialista Hongarès Magyar Szocialista Párt, MSZP                                       | 10     |
| Units per Hongria Egységben                             | Péter Márki-Zay       | 49     | Diàleg – Partit dels Verds Párbeszéd Magyarországért, PM                                       | 6      |
| Units per Hongria Egységben                             | Péter Márki-Zay       | 49     | LMP - Partit Verd d'Hongria Lehet Más a Politika, LMP                                          | 5      |
| Units per Hongria Egységben                             | Péter Márki-Zay       | 49     | Independents                                                                                   | 3      |
| Moviment La Nostra Pàtria                               | László Toroczkai      | 6      | Moviment Nostra Pàtria Mi Hazánk Mozgalom (MHM)                                                | 6      |
| Jobbik                                                  | Márton Gyöngyösi      | 8      | Jobbik - Conservadors Jobbik – Konzervatívok                                                   | 8      |
| MNOÖ                                                    | Ibolya Hock-Englender | 1      | Autogovern Nacional dels Alemanys a Hongria Magyarországi Németek Országos Önkormányzata, MNOÖ | 1      |